# Литл-Крик (Делавэр)

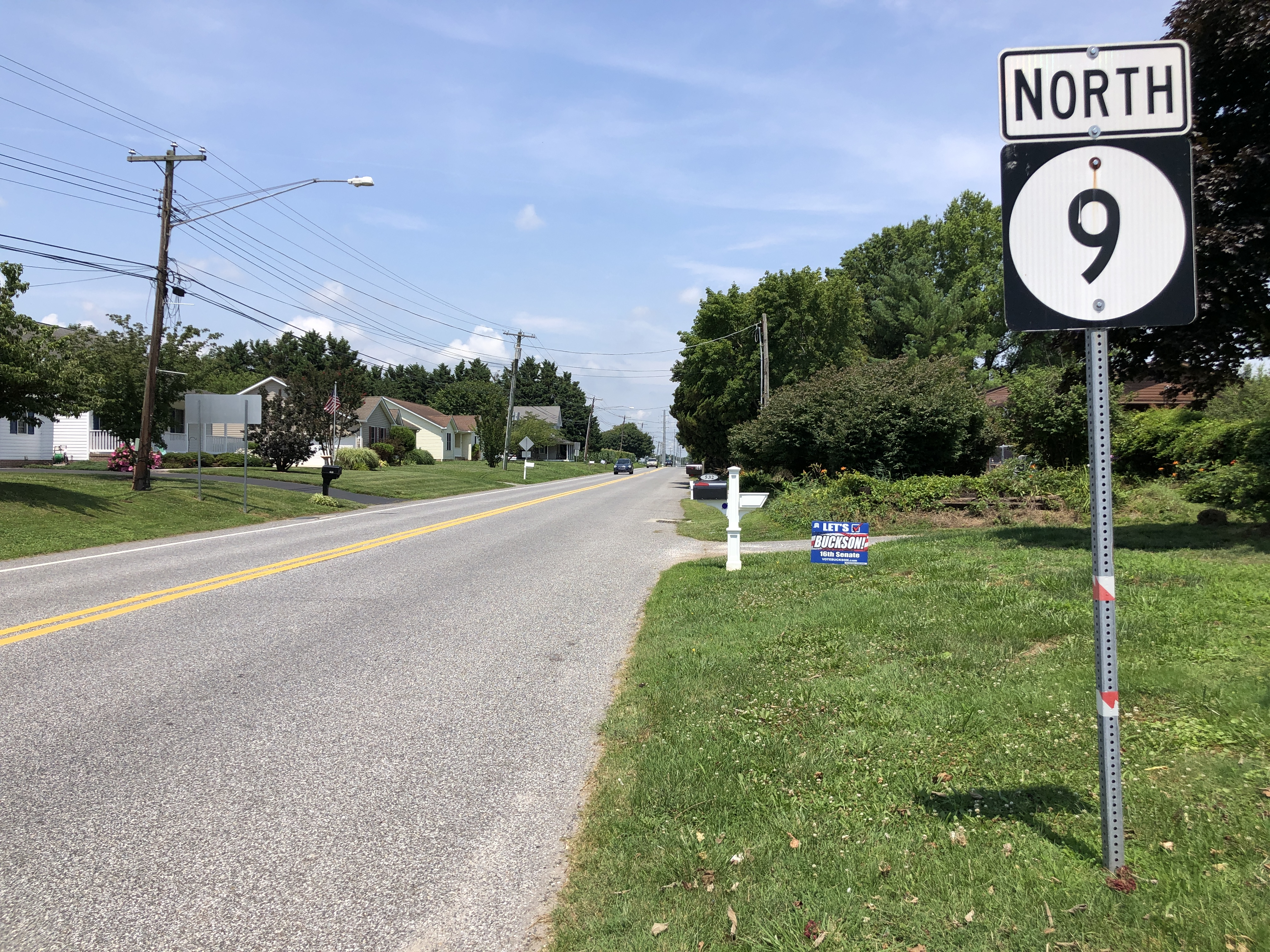
Вид на север по шоссе Делавэр № 9 (Мейн-стрит) в пределах Литл-Крика, округ Кент, штат Делавэр.

Литл-Крик (англ. Little Creek) — город в округе Кент в штате Делавэр США. По данным переписи 2020 года, численность населения составляла 195 человек.

## Население
| 2000 | 2010 | 2020 |
| ---- | ---- | ---- |
| 195  | ↗224 | ↘195 |